# Hartmeyeria monarchica
Hartmeyeria monarchica är en sjöpungsart som beskrevs av Hartmeyer 1922. Hartmeyeria monarchica ingår i släktet Hartmeyeria och familjen lädermantlade sjöpungar. Inga underarter finns listade i Catalogue of Life.